# Cetomimus teevani
El Pez-ballena del golfo de México es la especie Cetomimus teevani, un pez marino de la familia cetomímidos, distribuido por la parte central-oeste del océano Atlántico, preferentemente en las islas Bermudas y el Golfo de México.

## Anatomía
El cuerpo similar al de otros peces-ballena de la familia y con 16 radios en la aleta dorsal sin espinas, tiene una longitud máxima descrita de 10,5 cm.

## Hábitat y biología
Es una especie marina batipelágica de aguas profundas abisales.